# Da grandi
Da grandi è un film italiano del 2023 diretto da Fausto Brizzi. 
Si tratta di un remake del film Da grande (1987). 

## Trama
Marco, Serena, Tato e Leo sono quattro bambini di nove anni che stanno vivendo una situazione di disagio a causa del comportamento delle loro famiglie. Marco viene ripetutamente rimproverato dai genitori perché alla sua età fa ancora la pipì a letto e non ha un buon rapporto con la sorella Silvietta; inoltre è innamorato da tempo della sua maestra Francesca. Serena viene costretta dal padre a praticare il tennis, sport verso cui non ha alcun interesse. Tato è tremendamente geloso della madre e cerca sempre di allontanare tutti i suoi potenziali fidanzati bombardandoli con gli scherzi peggiori. Leo abita con i nonni e desidera tanto andare a trovare i genitori che vivono  in India. 
La sera del compleanno di Marco, il padre lo rimprovera bruscamente davanti ai suoi amici perché la maestra si lamenta da tempo che non si impegna nello studio (proprio a causa di questa sua infatuazione); la madre gli compra la torta con la zuppa inglese che, però, non piace né a lui né ai suoi amici; e come se non bastasse, invece di ricevere in regalo l'amata overboard, gli viene regalata una tuta. In preda alla tristezza, si rinchiude in camera sua assieme a Serena, Tato e Leo e, a quel punto, tutti e quattro esprimono il medesimo desiderio: diventare grandi. La mattina dopo si svegliano e, magicamente, si ritrovano nei panni di quattro quarantenni. 
Resisi conto di non poter continuare a rimanere con le loro famiglie, scappano di casa, liberi finalmente di poter fare ciò che vogliono. Per risolvere il problema di vitto e alloggio, Marco e i suoi amici decidono di farsi ospitare a casa della maestra Francesca che ha in gestione un bed and breakfast e sta cercando degli ospiti. All'inizio la convivenza sarà un po' complicata: i quattro neo adulti infatti hanno conservato il loro carattere da bambini, suscitando lo stupore di Francesca che assiste continuamente a questi comportamenti insoliti per delle persone adulte. Man mano, però, anche lei comincia ad affezionarsi al gruppo e decide anche di aiutarli a trovare un lavoro. Marco diventa un abilissimo baby-sitter; Serena viene assunta come maestra di tennis al circolo in cui lavora il padre; Tato, sfruttando il suo talento di pianista, impartisce lezioni a Francesca; infine Leo si fa assumere come "governante" a casa dei suoi nonni. In breve tempo, tutti e quattro cominciano ad ambientarsi al nuovo mondo degli adulti. 
Inoltre durante tutti questi avvenimenti, i quattro amici vengono a scoprire alcune verità di cui erano all'oscuro. Marco scopre che il padre ha una relazione extra coniugale proprio con la sua maestra Francesca e ne rimane tremendamente avvilito, soprattutto dopo aver saputo tramite una telefonata anonima, che sua madre è a conoscenza del fatto e fa finta di niente; tuttavia, qualche tempo dopo durante una visita a casa sua per fare da baby-sitter a Silvietta, la madre gli confida che, grazie alla sparizione del figlio, lei e il padre si sono rimessi assieme. Tato inizia a percepire una strana attrazione verso i maschi e si convince di essere omosessuale. I nonni di Leo confidano al nipote che in realtà i suoi genitori non sono in India, ma sono morti in un incidente quando lui era ancora piccolo. Serena, durante una chiacchierata col padre, viene a sapere che la madre, che fino ad allora credeva morta, l'ha invece abbandonata quando lei aveva pochi mesi. 
Un giorno Marco trova il coraggio di dichiararsi finalmente a Francesca, ormai single, e le chiede di uscire assieme; la donna accetta e durante una giornata passata al lunapark, tra i due scocca la scintilla. Ma ben presto cominciano i problemi per tutto il gruppo. Marco comincia a rendersi conto che non è facile per un bambino stare assieme ad un'adulta, essendo ancora impacciato in tante cose, come darsi i baci con la lingua e praticare il sesso. Serena non può più lavorare con il padre perché questi gli ha confessato di essere interessato a lei. Tato scopre che l'odiato preside della sua scuola, anche egli omosessuale si è innamorato di lui e non sa come liberarsene. Leo è completamente negato per le faccende domestiche e cagiona involontariamente una serie di disagi ai nonni. Con il tempo i quattro amici cominciano a rendersi conto che essere grandi non è così entusiasmante come pensavano e a desiderare di ritornare bambini. 
Nel frattempo, a causa della sparizione dei bambini, i loro genitori si rivolgono alla polizia, la quale inizialmente pensa che sia stata solo una semplice fuga; ma dopo un'accurata indagine, arriva alla conclusione che si tratta di un rapimento. Tramite le riprese effettuate da alcune telecamere di sorveglianza, scoprono difatti la presenza dei quattro bambini risalente al giorno in cui erano diventati grandi e si convincono che siano loro i rapitori. Così Marco, Serena, Tato e Leo capiscono che l'unico modo per risolvere il problema è trovare un modo per spezzare l'incantesimo che li ha fatti diventare grandi, e approfittano dell'occasione per chiedere anche un riscatto di 10000 euro. 
Presentatisi all'appuntamento con la polizia, ritirano i soldi dicendo che gli faranno sapere presto dove sono i bambini. Grazie, però, ad un localizzatore contenuto nella valigetta dei soldi, la polizia riesce a localizzarli e così sono costretti a fuggire rubando una macchina; finché dopo un lungo inseguimento, arrivano in prossimità di un burrone e frenano di colpo, ritrovandosi improvvisamente nel loro corpo di bambini. Così arrivata la polizia, i quattro amici vengono riconsegnati alle rispettive famiglie. 
Tornato sui banchi di scuola, a fine lezione Marco consegna a Francesca il suo quaderno dei compiti, al cui interno la donna trova un leccalecca a forma di cuore che Marco le aveva regalato durante la giornata passata al lunapark. Capisce così che la persona di cui si era innamorata era lui nei panni di un adulto e, per non perderlo, esprime il desiderio di diventare bambina, venendo esaudita. I due si abbracciano e vanno via insieme a Serena, Tato e Leo.

## Produzione
La regia è di Fausto Brizzi. Protagonisti principali sono Marco, Serena, Leo e Tato interpretati rispettivamente da Enrico Brignano, Ilenia Pastorelli, Luca Bizzarri e Paolo Kessisoglu.
Le riprese si sono svolte in Italia, in particolare a Roma e zone limitrofe nel territorio del Lazio.
La produzione è della Eagle Pictures in collaborazione con Amazon Prime Video e Material Pictures.
Le riprese sono iniziate ufficialmente l'8 aprile 2022.

## Distribuzione
Il film è uscito nelle sale cinematografiche italiane il 29 aprile 2023.

## Accoglienza

### Critica
Il film ha ottenuto recensioni generalmente negative da parte della critica cinematografica, che non ne ha apprezzato la regia e sceneggiatura, visto come un remake di Da grande diretto da Franco Amurri ed interpretato da Renato Pozzetto.
In una recensione negativa Giorgio Amadori di Sentieri selvaggi afferma che si tratti di «un grande riciclo dei modelli di riferimento». Il recensore scrive inoltre che  i personaggi siano «delle macchiette, incastrati tra le pagine della sua sceneggiatura, innaturali nei propri gesti e incapaci di mostrarsi autenticamente umani». Simone Emiliani di MYmovies.it afferma che la sceneggiatura del film «si ritrova impantanata in una formula vecchia e prevedibile» e «il segnale di uno stanco e annacquato riciclaggio del cinema precedente». Rispetto al cast Emiliani descrive Brignano come «troppo pallido rispetto alla dimensione surreale che Pozzetto regalava al suo protagonista», non apprezzando il duo Luca e Paolo, e definendo Pastorelli come l'unica che «sembra muoversi come una bambina nel corpo di un adulto».